# 457年
| 千纪： | 1千纪                                                                                           |
| 世纪： | 4世纪 \| 5世纪 \| 6世纪                                                                         |
| 年代： | 420年代 \| 430年代 \| 440年代 \| 450年代 \| 460年代 \| 470年代 \| 480年代                       |
| 年份： | 452年 \| 453年 \| 454年 \| 455年 \| 456年 \| 457年 \| 458年 \| 459年 \| 460年 \| 461年 \| 462年 |
| 纪年： | 丁酉年（鸡年）；北魏太安三年；南朝宋大明元年；高昌北凉承平十五年                                |

## 大事记
- 拜占庭帝國皇帝馬爾西安去世，始於379年的迪奧多西王朝正式告終。
- 2月7日：君士坦丁堡長老為利奧一世加冕為拜占庭皇帝，之後統治拜占庭帝國長達20年，開啟利奧王朝。

## 逝世
- 馬爾西安，拜占庭帝國皇帝（450－457年在位），狄奧多西王朝最後一位統治者。